# Stellifer zestocarus
Stellifer zestocarus es una especie de pez de la familia Sciaenidae en el orden de los Perciformes.

## Morfología
• Los machos pueden llegar alcanzar los 20 cm de longitud total.

## Hábitat
Es un pez de clima tropical y demersal que vive hasta los 27 m de profundidad.

## Distribución geográfica
Se encuentra en el Pacífico oriental: desde Panamá hasta el Ecuador.

## Uso comercial
Es común en los mercados locales

## Observaciones
Es inofensivo para los humanos.